# Majka Božja Montserratska
Majka Božja Montserratska (Crna Gospa iz Montserrata, još i La Moreneta, katalonski Mare de Deu de Montserrat) naziv je za Mariju koja se štuje u benediktinskom samostanu na Montserratu.

## Povijest
Prema kršćanskoj predaji, jedne noći godine 808., bdijući u planini Montserrat kod svojih stada, nekoliko pastira je vidjelo svjetlo koje silazi s neba i čulo pjevanje i glazbu. Obavijestili su o tome svjetovne i crkvene vlasti i mjesto je pretraženo. Otkriven je kip Madone s Djetetom Isusom. Kip su ponijeli sa sobom, no na jednom mjestu postao je težak i nepomičan. Shvatili su to kao Božji znak da na tom mjestu kip treba ostati i biti čašćen. Godine 895. sagrađen je ženski redovnički samostan, a 976. godine zamjenjuju ih benediktinci.

## Svetište
Crni drveni kip Majke Božje Montserratske potječe iz 12. stoljeća. Crnoj Gospi Montserratskoj hodočastio je i Ignacije Loyola 1522. godine, nakon oporavka od ratnih ozljeda. Papa Lav XIII. 1881. godine je Majku Božju Montserratsku proglasio zaštitnicom Katalonije. Danas je svetište poznato hodočasničko i turističko odredište. Blagdan Majke Božje Montserratske slavi se 27. travnja.

## Vanjske poveznice
Mrežna mjesta
- Svetište Majke Božje Montserratske  Arhivirana inačica izvorne stranice od 16. ožujka 2016. (Wayback Machine), informacije na stranicama montserratskog samostana (engl.)